# Moustapha Name
Moustapha Name (Dakar, 5 maggio 1995) è un calciatore senegalese, centrocampista del CFR Cluj in prestito dal Pafos. Con la nazionale senegalese si è laureato campione d'Africa nel 2022.

## Carriera

### Club
Ha giocato nella seconda divisione francese con il Paris FC.

### Nazionale
Ha esordito con la nazionale senegalese l'11 novembre 2020, nella partita di qualificazione alla Coppa d'Africa 2021 vinta per 2-0 contro la Guinea-Bissau; successivamente, è stato convocato per la Coppa delle nazioni africane 2021.

## Palmarès

### Club

#### Competizioni nazionali
- Championnat National: 1

Pau: 2019-2020
- Coppa di Cipro: 1

Pafos FC: 2023-2024
- Coppa di Romania: 1

CFR Cluj: 2024-2025

### Nazionale
- Coppa d'Africa: 1

Camerun 2021